# アポロンとダフネ (プッサン)
『アポロンとダフネ』（仏: Apollon et Daphné、英: Apollon and Daphne）、または『ダフネに恋するアポロン』（仏: Apollon amoureux de Daphné、英: Apollo in Love with Daphne）は、17世紀フランスの巨匠ニコラ・プッサンが死の直前の1661-1664年にキャンバス上に油彩で制作した絵画である。17世紀イタリアの美術理論家ジョヴァンニ・ピエトロ・ベッローリによれば、このプッサン最後の絵画は彼がカミッロ・マッシミ 枢機卿に贈ったもので、彼の「晩年の手の衰弱と、震えのために」まだ完成していなかった。絵画は後にギヨーム・ギヨン＝ルティエールのコレクションに入り、1832年にはフランス王室コレクションの専門家理事シャルル・パイエ (Charles Paillet) がセバスチャン・エラールのコレクションから購入した。パイエはルーアン美術館がこの絵画を購入することを提案したが、拒絶され、代わりに1869年にパリのルーヴル美術館が購入して以来、同美術館に所蔵されている。

## 作品
この絵画については、エルヴィン・パノフスキーを初めとする美術史家たちのいくつもの分析がなされている。それらによれば、いくつかの主題が重複しており、オウィディウスの『変身物語』、フィロストラトスの『エイコネス』 (『神々の像』) 、ルキアノス『神々の対話』、ヤコポ・サンナザーロの『アルカディア』が出典と考えられる。

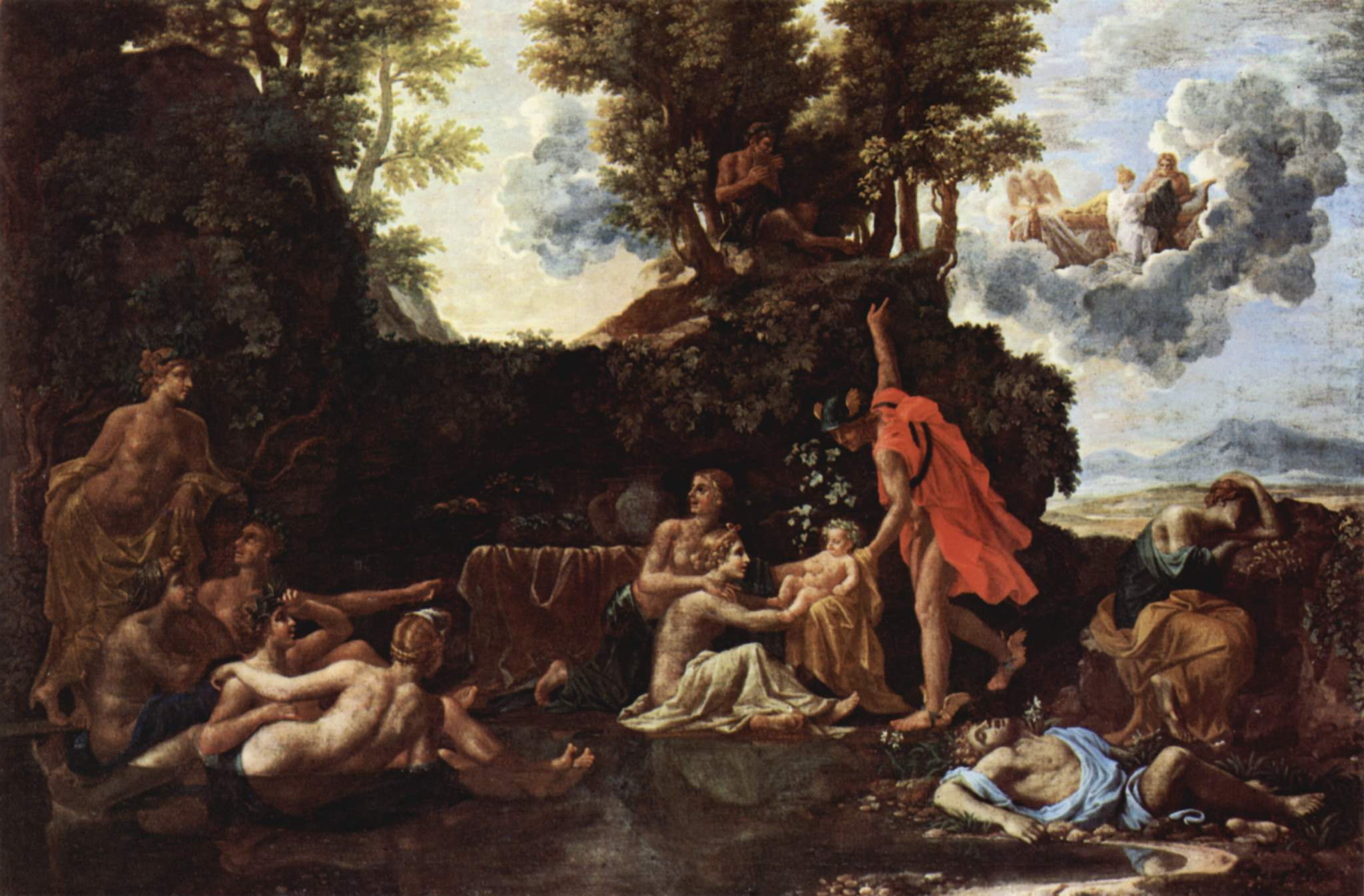
ニコラ・プッサン『バッカスの誕生』 (1661-1664年)、フォッグ美術館、 マサチューセッツ州ケンブリッジ

画面の登場人物たちは、『バッカスの誕生』 (フォッグ美術館、マサチューセッツ州ケンブリッジ) と同じく囲まれた構図の中に配置され、広い楕円形をなしている。前景左手に腰かけているのがアポロンである。彼は、右下にいるキューピッドとどちらの方が弓が上手であるか競った。本作のアポロンはすでにキューピッドの矢で傷を受け、ダフネに恋してしまう運命に陥っている。一方、キューピッドは今、別の矢をつがえ、右端に座っているダフネに狙いをつけている。やがてダフネはアポロンを嫌い、逃げ出すが、最終的にアポロンに捕まってしまう。しかし、そのとたん、彼女の身体は硬い樹皮となり、月桂樹に変身する。オウィディウスの記述そのままに、画面のダフネは父である河神のペーネイオスに守ってもらうように願って、彼の首に腕を回し、すがりついている。
アポロンの左側の背後では、彼の弟のメルクリウスが彼の箙から黄金の矢を盗み取っている。彼らの上方にある大きな樫の木の側には、明るい青色の衣服を纏った女性が木につかまりながら座り、盗みを働くメルクリウスを見つめている。もう1人の木の精 (ニンフ) は枝の上によりかかっている。アポロンは自分の矢が盗まれていることにはまったく気づいていない。ベッローリが述べているように、彼はダフネへの恋に心を奪われているのである。
画面前景には2人のナーイアスがおり、彼女たちは左側のアポロンとキューピッドの人物群に属している。右側のダフネの人物群には2人のナーイアスと、ダフネの背後に立つ2人の裸体の女神たちがいる。左右両方の人物群は基本的に三角形を構成する。なお、右手中景には、パノフスキーによれば、円盤投げの最中に愛するアポロンに殺められたヒュアキントスが横たわっているが、ヒュアキントスではなくナルキッソス、ダフニス、レウキッポスとする見方もある。構図全体は、豊かな南国的風景に取り囲まれている。人物たちの背後には褐色の家畜の群れが、遠方には湖と丘が見える。この家畜の群れは、オウィディウスの物語に語られているものである。
いくつかの予備習作を分析すると、本作には数々の主題がある
が、プッサンの晩年の基本的主題である生と死、豊饒と不毛という二元論が中心となっている (とはいえ、『バッカスの誕生』に比べれば控えめである)。美術史家アンソニー・ブラント は、そこに古代の哲学者ヘラクレイトスやプッサンと同時代の物理学者ヨハネス・ケプラーの著作『宇宙の神秘』との関連を説いている。